# SOAR-Diagramm
Das SOAR-Diagramm (Safe Operating Area) gibt den sicheren Arbeitsbereich für Leistungstransistoren, Triacs und Thyristoren an.

## Hintergründe
Im analogen und im Schaltbetrieb von Leistungshalbleitern genügt es nicht, lediglich die maximale mittlere Verlustleistung des Bauteiles nicht zu überschreiten. Es treten folgende Effekte hinzu:
- die Verlustleistung kann während des Schaltvorganges durchaus ein Vielfaches betragen, weshalb es impulszeitabhängige SOA-Kurven gibt. Sie können von der thermischen Impedanz und damit von der Sperrschichttemperatur abhängen oder sie sind mit sekundären Durchbrucheffekten verbunden.
- insbesondere Bipolartransistoren und IGBT können auch unterhalb der maximalen Verlustleistung im statischen Zustand einen sogenannten zweiten Durchbruch erleiden, der durch inhomogene Stromverteilung auf der aktiven Halbleiterfläche entsteht (temperaturabhängige Materialparameter)
- in MOSFET und IGBT gibt es parasitäre Strukturen, die im Falle eines zu raschen Spannungsanstieges nach Stromleitung „zünden“ (latchen)
- bei Thyristoren und Triacs führen zu rasche Spannungsanstiege, insbesondere nach dem stromführenden Zustand zum Wiederzünden (Freiwerdezeit)
- Thyristoren können durch zu raschen Stromanstieg (evtl. auch bei zu hohem Zündstrom) aufgrund inhomogener Stromverteilung auf der Halbleiterscheibe zerstört werden

Die SOA-Angaben sind oft in forward- (FBSOA) und reverse bias (RBSOA) unterteilt, um zu spezifizieren, für welchen Ansteuerzustand des Transistors sie gelten: auch wenn der Steueranschluss negativen Strom führt, auf Nullpotential oder negativem Potential (reverse bias) ist (Basis eines Bipolartransistors, Gate eines IGBT), können Beschränkungen gelten.
Alle diese Effekte sind bauteilspezifisch und sollten sich daher in den Datenblättern als Diagramm oder Wertangaben finden. Sie sind beim Hersteller durch Testschaltungen und Lebensdauertests gewonnen worden.
Das sichere Funktionieren eines Leistungshalbleiters wird jedoch darüber hinaus auch durch anwenderspezifische Bedingungen gewährleistet, die andernfalls zu Ausfällen führen können. Dazu gehören zum Beispiel parasitäre Schwingungen (ringing) oder das Wiedereinschalten von MOSFET aufgrund zu hoher Spannungsanstiegsgeschwindigkeit am Drain aufgrund des Millereffekts. Sie können nicht vom Hersteller spezifiziert werden, jene geben jedoch Anwendungshinweise.

Typischer Sicherer Arbeitsbereich eines Bipolartransistors

## Beispiele

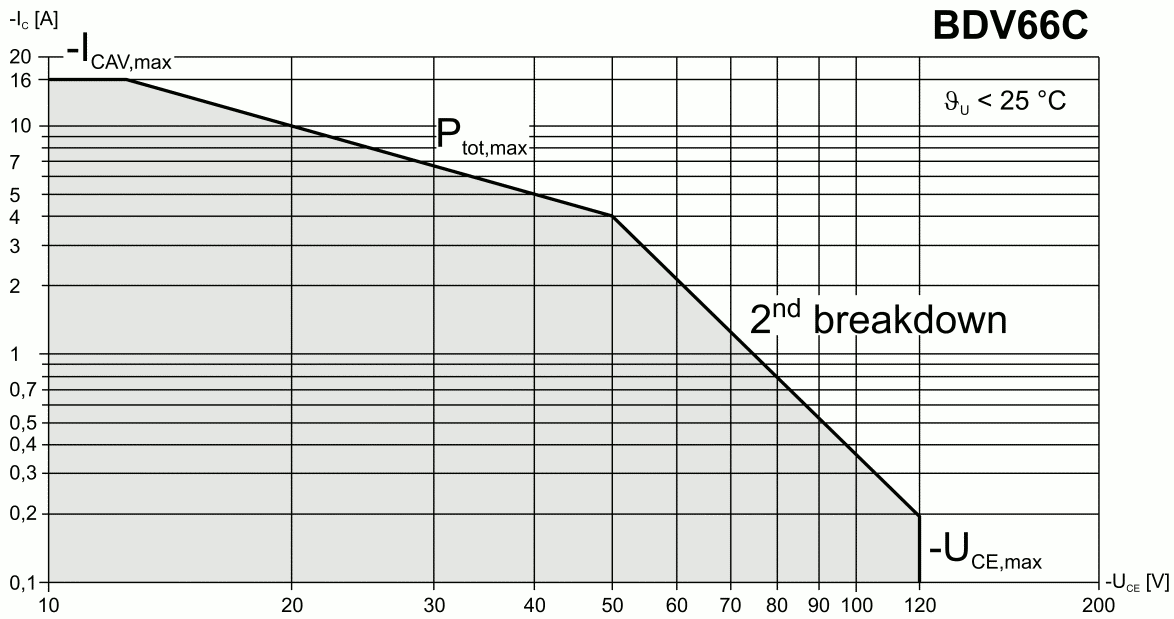
Safe Operating Area des pnp-Darlingtonleistungstransistors BDV66C: nur innerhalb der Fläche unterhalb der Begrenzungslinien kann der Transistor sicher betrieben werden.

Das SOA-Diagramm eines Bipolartransistors ist bei logarithmischer Achsenteilung oft durch vier Geraden begrenzt.
Es sind dies:
1. maximaler Kollektorstrom {\displaystyle I_{c,\mathrm {max} }}
2. maximale Verlustleistung {\displaystyle P_{v,\mathrm {max} }}
3. Zweiter Durchbruch (lokale Hot-Spots)
4. maximale Kollektor-Emitter-Spannung {\displaystyle U_{CE0}}

## Maßnahmen zum sicheren Betrieb

### Anwender
- Begrenzung von Strom- und  Spannungsanstiegsgeschwindigkeiten durch
  - besondere Beschaltung der Steueranschlüsse (Basis oder Gate), Feedback von einer Strom- oder Spannungsmessung
  - Induktivitäten in der Lastleitung bei Thyristoren, verbunden mit kapazitiver (siehe snubber) Beschaltung des Schaltausganges bei MOSFET, IGBT und Thyristoren
- Beachten des Abflusses der Minoritätsladungsträger (Bodydiode von MOSFET, Basis von Bipolartransistoren)
- Wahl geeigneter Bauelemente, zum Beispiel
  - snubberless-Thyristoren
  - IGBT für hohe Frequenzen
  - MOSFET mit integrierter schnell freiwerdender Diode oder Schottkystruktur

### Bauteilhersteller
- spezielle Halbleitertechnologien je nach Anwendung
- Analyse des Verhaltens parasitärer Bauteilstrukturen, Änderung von Dotierung oder Geometrie
- Hinweise für den Anwender